# Договор в Эль-Пардо (1761)
Договор в Эль-Пардо был подписан 12 февраля 1761 года между представителями Испанской и Португальской империй.
По условиям договора все статьи Мадридского договора были отменены. Причиной для подписания этого договора стали возникшие в 1750-е годы трудности с определением границ между испанскими и португальскими владениями в огромном экономически неразвитом регионе Южной Америки.
После Войны гуарани в 1756 году, взошедший на трон в 1759 году король Карл III принял решение о необходимости пересмотра территориальных соглашений с Португалией.